# Santa Catarina 1ra. Sección
Santa Catarina 1ra. Sección är en ort i Mexiko.   Den ligger i kommunen Ixtacomitán och delstaten Chiapas, i den sydöstra delen av landet, 700 km öster om huvudstaden Mexico City. Santa Catarina 1ra. Sección ligger 53 meter över havet och antalet invånare är 182.
Terrängen runt Santa Catarina 1ra. Sección är huvudsakligen kuperad, men den allra närmaste omgivningen är platt. Santa Catarina 1ra. Sección ligger nere i en dal. Runt Santa Catarina 1ra. Sección är det ganska tätbefolkat, med 67 invånare per kvadratkilometer. Närmaste större samhälle är Teapa, 17,8 km nordost om Santa Catarina 1ra. Sección. Trakten runt Santa Catarina 1ra. Sección består till största delen av jordbruksmark.